# Rinsi
Rinsi va ser un estat tributari protegit, una thikana feudatària de Jodhpur formada per 4 pobles a la pargana de Bilara. L'estat va ser concedit pel maharajà Gaj Singh de Jodhpur el 1627 a Thakur Vithal Dasji, fill de Thakur Gopal Dasji de Ransigaon.

## Llista de thakurs
- Thakur Vithal das 1627-1658
- thakur prithvi raj 1658-? (fill)
- thakur dhanraj ? (fill)
- thakur amar singh ?-1747 (fill)
- thakur mokham singh 1747-? (fill)
- thakur bhagwati singh ? (fill)
- thakur shardul singh ? (fill)
- thakur tej singh ? (fill adoptat)
- thakur jawahar singh ? (fill)
- thakur shivnath singh ? (fill)